# Asyl- und Werkhaus der Stadt Wien

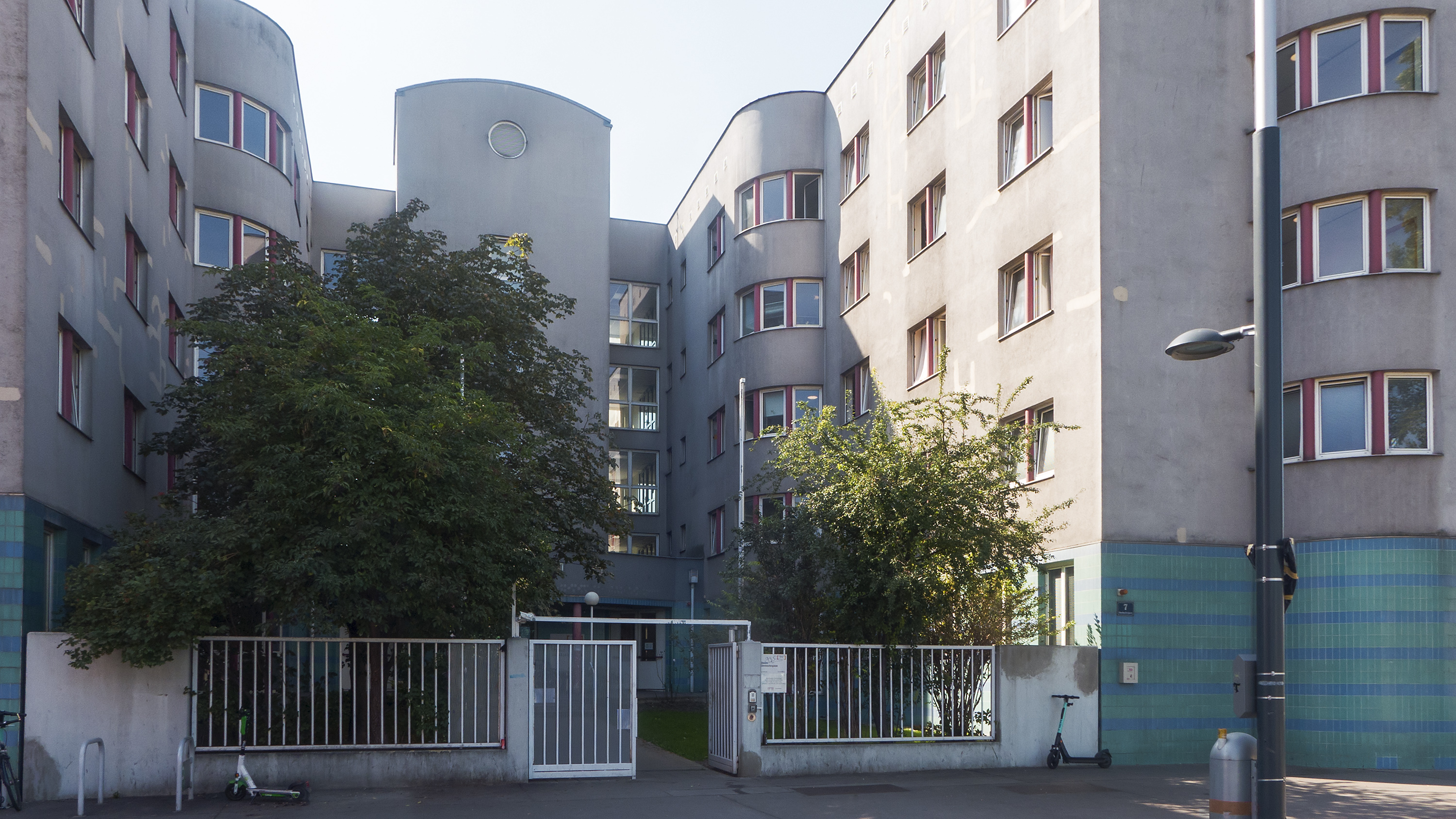
Das Asylhaus in der Gänsbachergasse 7

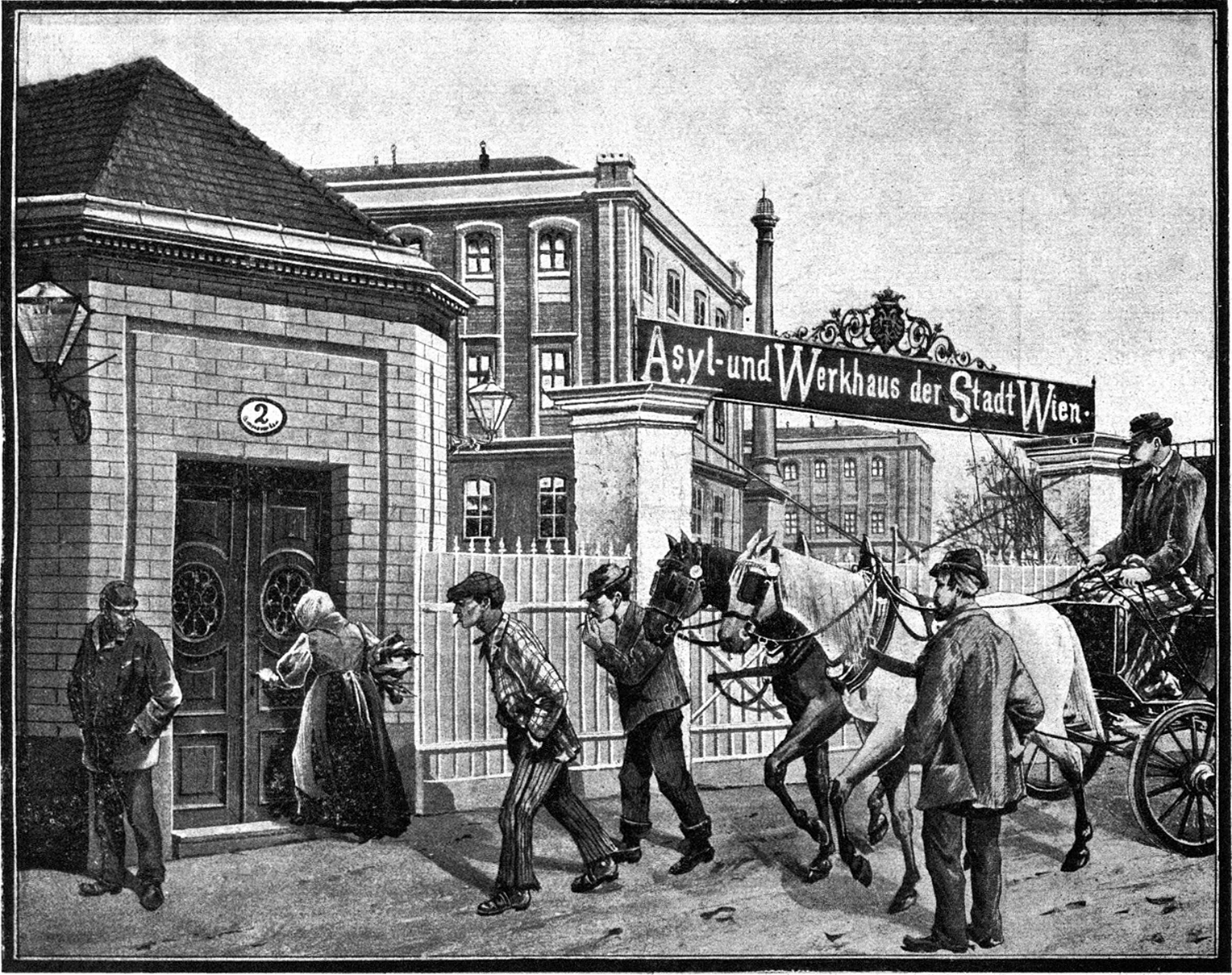
Asyl- und Werkhaus der Stadt Wien, 1898

Das Asyl- und Werkhaus der Stadt Wien im 3. Wiener Gemeindebezirk Landstraße war ab 1887 eine soziale Einrichtung, um obdachlosen Personen ein Quartier und beschäftigungslosen Personen eine Arbeits- und Verdienstmöglichkeit zu geben.

## Asyl- und Werkhaus der Stadt Wien
1886 erwarb die Stadt Wien auf Grund eines Beschlusses des Wiener Gemeinderats die Skene’sche Realität der ehemaligen Gesellschaft für Heeres-Ausrüstung von Skene & Consorten in der Simmeringerstraße 2 (heute: Arsenalstraße 11) und adaptierte die seit Mitte der 1870er Jahre geschlossene Fabrik als städtisches Asyl- und Werkhaus. Die mit 275.000 Gulden zu Buche schlagende Anstalt siedelte aus der Leopoldstadt hierher über und wurde am 1. Mai 1887 eröffnet.
Platz war hier im Asyl ursprünglich für 60 Männer und 14 Frauen. 1906 wurde das Fassungsvermögen um Plätze für 70 Männer und 30 Frauen erhöht, 1908 und 1910 wurden nochmals zusätzliche Plätze geschaffen.
Mit der Fertigstellung des 1911 beschlossenen Zubaus am 15. Februar 1915 boten 14 weitere Schlafsäle weitere Unterkunftsmöglichkeiten für bis zu 1300 Personen. Der Bauplan für den äußerst spartanischen Bau wurde vom Architekten Moritz Servé (1881–1977) unter der Leitung des Ingenieurs Josef Pürzl (1852–1930) erarbeitet. Die Bauleitung hatten die Ingenieure Karl Göller und Josef Fürst.
In der ersten Hälfte des Jahres 1925 wurde wegen zunehmender Verschlechterung der Wirtschaftslage die Auflassung und Umwandlung des Werkhauses in ein Wohnheim durch zusätzliche Nutzung der Werkstätten und Lagerräume als Schlafräume verfügt. Das Asyl- und Werkhaus wurde am 14. Jänner 1925 per Gemeinderatsbeschluss in Obdachlosenheim der Stadt Wien umbenannt. Da das Platzangebot nicht mehr ausreichte, wurde das in unmittelbarer Nähe zum Obdachlosenheim, der Sanitätsstation X, der Quarantänestation und der Wasenmeisterei gelegene und im Dezember 1922 geschlossene Wiener Zentral-Pferdeschlachthaus laut einem Gemeinderatsbeschluss vom 9. Oktober 1925 entsprechend adaptiert und unter der Bezeichnung Heim II als zusätzliche Unterbringungsmöglichkeit genutzt. Aufnahme, Körperreinigung, Kleiderdesinfektion und Ausspeisung fanden nur im Heim I statt.
Der ursprüngliche und älteste Bauteil des Asyl- und Werkhauses der Stadt Wien wurde im Zweiten Weltkrieg zerstört. Der zwischen 1911 und 1913 errichtete Trakt in der Gänsbachergasse beherbergt heute noch unter den Adressen Gänsbachergasse 3 und Gänsbachergasse 5 vom Fonds Soziales Wien und dem Roten Kreuz geführte Unterkünfte. In der Gänsbachergasse 7 befindet sich das 1989 eröffnete Sozialtherapeutische Wohnheim.
Auf dem Areal des ehemaligen Zentral-Pferdeschlachthauses, dem späteren Heim II des Asyl- und Werkhauses der Stadt Wien, ist heute die Zentrale der für die öffentliche Beleuchtung und die öffentlichen Uhren zuständige Magistratsabteilung MA 33 – Wien leuchtet angesiedelt.

## Organisation
Asyl- und Werkhaus wurden von einer gemeinsamen Leitung verwaltet, die dem Magistrat der Stadt Wien unterstellt war. Unterstützt wurde der Verwalter von Beamten und männlichen und weiblichen Aufsichtspersonen in Uniform. Außerdem waren auf dem Gelände Angehörige der k.k. Sicherheitswache und eine Torwache untergebracht.
Aufgenommen wurden zunächst jedoch nur obdachlose, gesunde und arbeitsfähige Angehörige der Gemeinde Wien und Personen, deren Heimatrecht in Frage stand. 1906 wurde die Beschränkung durch das Heimatrecht in Wien aufgehoben.

### Asylhaus
Das Asylhaus war eine Armenanstalt der Stadt Wien.
Ausgeschlossen von einer Aufnahme waren Spitalsbedürftige, Trunkene, Personen mit einem ordentlichen Wohnsitz in der Stadt, Personen, bezüglich der die Verwaltung bereits eine Fürsorge getroffen hatte und Kinder unter 14 Jahren ohne Begleitung Erwachsener. Ebenfalls ausgeschlossen waren „Unreine“, diesen wurde jedoch unbürokratisch eine Reinigungsgelegenheit geboten.
Aufgenommen wurden Personen, die sich selbst meldeten. Für diese wurde das Asyl mit Einbruch der Dunkelheit geöffnet, die Aufnahme war die ganze Nacht über möglich. Durch den Magistrat der Stadt Wien, Armeninstitute oder die k.k. Polizei zugewiesene Einzelpersonen oder Familien mit Kindern wurden auch tagsüber aufgenommen.
Zur Unterbringung der Obdachlosen standen je eine
- Männerabteilung für Personen über 14 Jahre, eine
- Frauenabteilung für Personen über 14 Jahre, eine
- Familienabteilung für Frauen mit Kindern unter 14 Jahren und
- je ein Tag- und Ausspeiseraum für Männer und für Frauen und Kinder zur Verfügung.[3]

### Werkhaus
Das Werkhaus war ebenfalls eine Armenanstalt der Stadt Wien.
Aufgenommen wurden nach Wien zuständige obdach- und arbeitslose Personen, die ganz oder zumindest teilweise arbeitsfähig und über 14 Jahre alt waren. Sie konnten sich entweder selbst melden oder wurden durch die Polizei zugewiesen. Ihnen wurden gegen die Leistung einer angemessenen Arbeit Verpflegung und Quartier geboten, um später wieder außerhalb des Werkhauses einer Arbeit ihrer Wahl nachgehen zu können.
Die Arbeitsplätze von Männern und Frauen waren nach Möglichkeit getrennt und die Arbeiten weitgehend unterschiedlich.

## Prominente
Aus unterschiedlichen Motiven nächtigten auch einige Prominente im Wiener Asyl- und Werkhaus.
- Max Winter (1870–1937) ließ sich als Werkhausarbeiter aufnehmen und verarbeitete seine Erfahrungen und Erlebnisse in Artikeln für die Arbeiter-Zeitung in den Jahren 1898 und 1899.
- Franz Stöger (1881–1956), von 1923 bis 1934 Wiener Gemeinderat,[8] nächtigte 1931 einmal unter falschem Namen – und wurde dafür von Julius Tandler (1869–1936) getadelt.
- Baron Karl (1882–1948) war der einzige von ihnen, der aus echtem Bedarf das Obdachlosenheim der Stadt Wien aufsuchte.